# میهایلووو
میهایلووو (به بلغاری: Mihaylovo) یک منطقهٔ مسکونی در بلغارستان است که در استان وراتسا واقع شده‌است.
 میهایلووو  ۱٬۰۸۴ نفر جمعیت دارد و ۷۸ متر بالاتر از سطح دریا واقع شده‌است.